# Guardia Real Noruega
La Guardia Real Noruega (en noruego Hans Majestet Kongens Garde, lit., «La Guardia de Su Majestad el Rey, la Guardia Real», sigla: HKMG) es un batallón del Ejército de Noruega. El batallón tiene dos roles principales; sirve como guardaespaldas del rey de Noruega, custodiando las residencias reales (el Palacio Real en Oslo, Bygdøy Kongsgård y Skaugum) y la Fortaleza de Akershus en Oslo, y también es la principal unidad de infantería responsable de la defensa de la ciudad de Oslo. El HMKG se encuentra en la base militar Huseby Leir en Oslo, en la antigua granja Nordre Huseby Gård (Granja del Norte de Huseby), que fue adquirida por el gobierno noruego a fines del siglo XIX.

## Historia

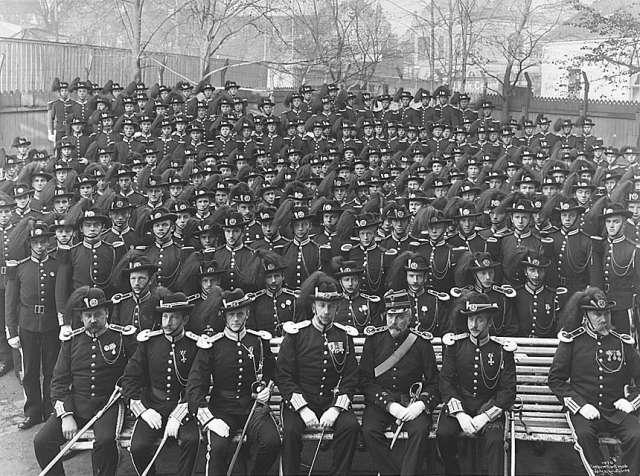
Guardias en 1906, poco después de 1905 de la Disolución de la unión entre Noruega y Suecia en 1905

La primera unidad noruega de la guardia real de Suecia y Noruega era un escuadrón fuerte de 38 hombres de despachadores del Akerhusiske ridende Jægercorpses gevorbne Escadron, y su función principal era ir como mensajeros entre Estocolmo y Christiania. Para 1856, este servicio quedó obsoleto, y el rey decidió formar una nueva compañía de infantería noruega para formar parte de la guardia. La compañía noruega de guardias se formó formalmente a partir de miembros del Cuerpo Noruego de Jäger, principalmente de Stjørdal, el 8 de noviembre de 1856 por el Rey Óscar I, con el fin de subrayar su condición de rey de Noruega y Suecia. La empresa se mudó de Estocolmo a Christiania en 1888, donde, además de sus tareas de vigilancia, sirvió como unidad de prueba. Tras la independencia de Noruega en 1905, la compañía se convirtió en la nueva unidad de guardias para el Rey de Noruega, Haakon VII y se incrementó al tamaño del batallón. El batallón sirvió con distinción durante la Segunda Guerra Mundial, donde impidió que la Wehrmacht capturara a la Familia Real y al Gabinete en el Midtskogen Gård el 10 de abril. Esto le dio a los Guardias su primer honor de batalla. Más tarde en la campaña, los Guardias lucharon con distinción en Dovrefjell y en Lundehøgda, cerca de Lillehammer, ganando su tercer honor de batalla. Durante la campaña en el centro de Noruega, fueron conocidos entre los soldados alemanes que lucharon contra ellos como "die schwarzen Teufel" o "los demonios negros", debido a su ferocidad y sus uniformes oscuros.

## Organización
La Guardia Real de Noruega está organizada como un batallón de infantería ligera de seis compañías:
| Compañía | Funciones |
| -------- | --- |
| KP1      | La compañía más antigua; el único hasta 1889. Compañía de fusileros, que consta de un pelotón de personal de la compañía, y cuatro pelotones de fusileros (infantería y Urban Warfare / MOUT). KP1 luchó contra las fuerzas invasoras de la Wehrmacht en la batalla por Midtskogen Gård en Elverum en abril de 1940. Lema: Primero y principal (Først og Fremst). |
| KP2      | Establecido en 1889. Compañía de fusileros. Estructura similar a KP 1 y KP 4. Participó en la Segunda Guerra Mundial. |
| KP3      | La reconocida compañía de banda y taladro, que participa en tatuajes militares en todo el mundo. Consta de dos pelotones: Música, Tambores y Cornetas, y Taladro. Lema: Ritmo, elegancia, precisión (Rytme, eleganse, presisjon) |
| KP4      | Fundada en junio de 1919 y conocida como la Horda Roja o la Cuarta Lucha. Compañía de fusileros. Estructura similar a KP 1 y KP 2. Participó con la mitad de un pelotón durante la escaramuza en Lundehøgda en abril de 1940. Lema: La cuarta peladora |
| KP5      | La compañía quinta es la compañía que "hace girar las ruedas". La compañía apoya al resto del batallón con una variedad de tareas administrativas y operativas, y se organiza de manera bastante diferente a las otras compañías. La compañía consta de un pelotón médico, un pelotón de mecánicos y mantenimiento, un pelotón de mando (comunicaciones), un pelotón de suministros / logística, personal de soporte del Batallón y más. Aproximadamente la mitad de la compañía son soldados de guardias calificados, mientras que la otra mitad no hará guardia sino que participará en los desfiles. Lema: Estilo y fuerza (Stil og styrke). |
| KP6      | La escuela de formación (Gardeskolen), formación de nuevos reclutas, ubicada en Terningmoen en Elverum. Todos los guardias excepto Tercera Compañía pasan hasta doce semanas en sexta compañía antes de ser trasladado a Huseby. |

Cada una de las compañías de fusileros se turnan para llevar a cabo tareas de guardia en las residencias reales entre otros deberes. La mayoría de los guardias son militares nacionales que están destinados al regimiento después de su entrenamiento básico. Al llegar al batallón desde el entrenamiento básico, pasan sus primeras cinco semanas practicando ejercicios incesantes, lucha cuerpo a cuerpo, entrenamiento físico, tiro a corta distancia y ejercicios de resolución de casos antes de que puedan realizar sus primeras tareas fuera del palacio real. o alrededor de la residencia de campo de la familia real. Además, los guardias practican operaciones especializadas dentro de sus pelotones, y cada vez que una compañía se convierte en la unidad más antigua dentro del batallón (el período más largo de conscripción), la compañía entra en servicio como gardestridsgruppe (grupo de batalla de guardia, GSG) con una respuesta de emergencia de 72 horas. La misión del GSG es clasificada, pero fue utilizada durante los ataques del 22 de julio de 2011 en Oslo.
El cambio de guardia frente al Palacio Real se lleva a cabo a las 13:30 a las 14:00 todos los días y es un evento popular entre los turistas y la gente de Oslo. Los uniformes de vestir azul oscuro se han mantenido prácticamente sin cambios durante la existencia del regimiento. Un detalle digno de mención del uniforme es el bombín emplumado, que fue copiado del sombrero de las tropas italianas Bersaglieri, un regimiento que impresionó tanto a la princesa sueca Louise (la bisabuela de SM el Rey Harald V) que insistió en que los guardias noruegos fueran similarmente sombreado en 1860. La insignia de la gorra del regimiento es una roseta en los colores reales de Noruega, con el monograma del monarca actual. Además de realizar tareas de guardia, los Guardias también están en desfile cada vez que se llevan a cabo importantes eventos estatales en la capital. Estos incluyen la apertura anual del parlamento por SM el Rey, visitas de jefes de Estado extranjeros o aniversarios de eventos importantes en la historia de la nación.

## Nils Olav
El coronel en jefe Sir Nils Olav es un pingüino rey originario del zoológico de Edimburgo, Escocia, que ostenta el rango de Coronel-en-jefe de la Guardia Real Noruega. El cargo perteneció al ya fallecido Nils Olav I y posteriormente a su hijo homónimo; Nils Olav II, que heredó los títulos de su padre.
Se les otorgó, además del rango de coronel, la plaza de mascota de la Guardia Real de Noruega durante la visita de los soldados de la guarnición real el 15 de agosto de 2008.